# Merytaton Tasherit
Merytaton Tasherit (che significa Merytaton la Giovane) (fl. XIV secolo a.C.) è stata una principessa egizia della XVIII dinastia.

## Dibattito sull'identità

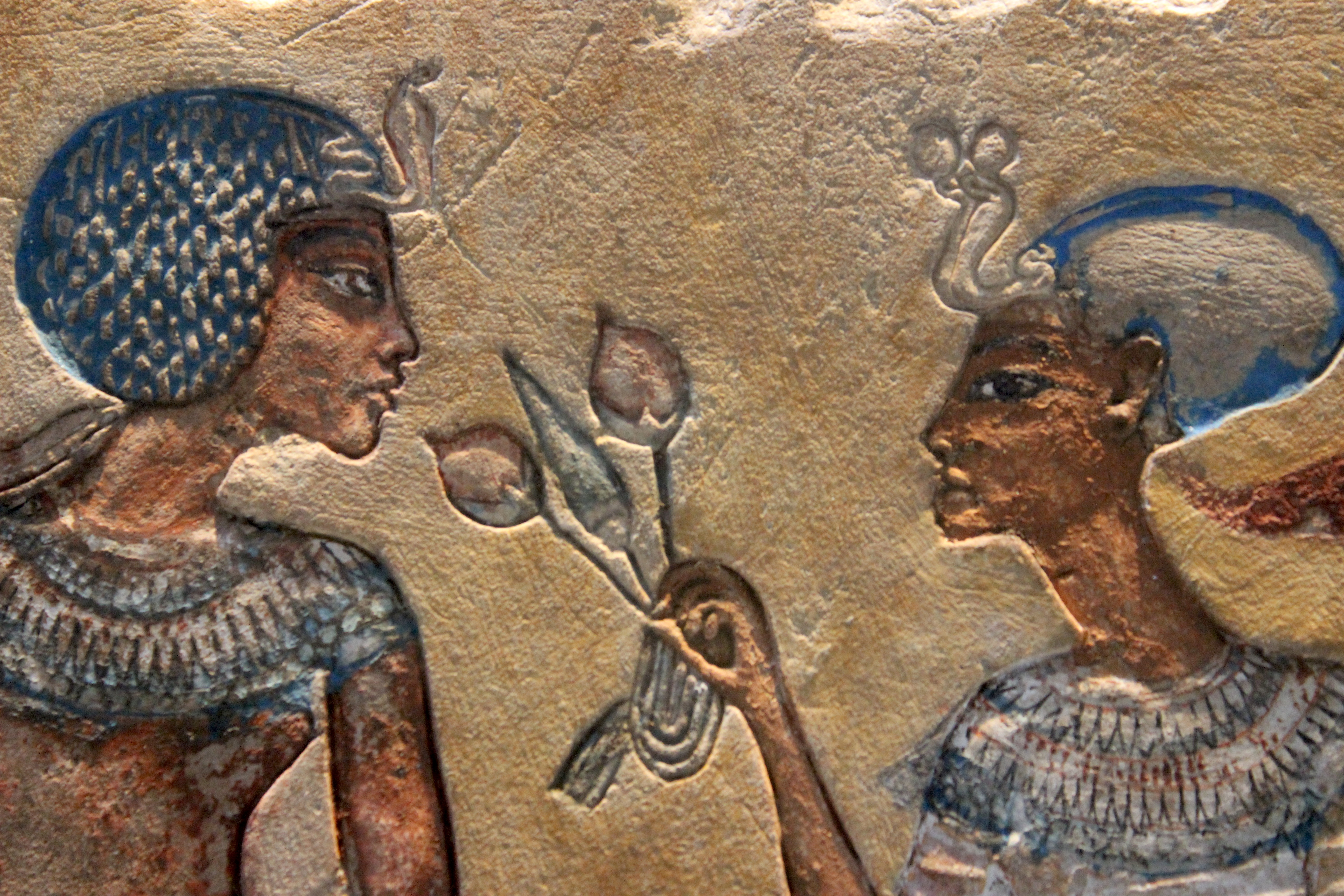
Possibile rappresentazione di Merytaton e Smenkhara, che forse furono i genitori di Merytaton Tasherit. Neues Museum, Berlino.

Fu probabilmente figlia della principessa Merytaton, a sua volta figlia primogenita del faraone Akhenaton (1351 a.C. - 1334/3 a.C.). L'identità del padre è invece dibattuta. Alcuni ritengono che altri non sia che lo stesso padre di Merytaton, Akhenaton, o verosimilmente l'effimero faraone Smenkhara (1335/3 a.C.; dibattuto), di cui Merytaton fu Grande sposa reale. Siccome sia Merytaton Tasherit che l'altra principessa Ankhesenpaaton Tasherit appaiono esclusivamente in testi che menzionano Kiya, una sposa secondaria di Akhenaton, è possibile che fossero figlie di Akhenaton e Kiya, oppure che si tratti di personaggi fittizi per rimpiazzare la vera figlia di Kiya, che potrebbe essere stata la principessa Baketaton - anche se è assai più comunemente ritenuta una figlia di Amenofi III e della regina Tiy, e perciò sorella di Akhenaton.
Il fato di questa bambina è sconosciuto. Il riferimento al dio Aton all'interno del suo nome (che significa Amata da Aton) suggerisce che potesse essere figlia di Akhenaton, siccome i suoi successori posero fine alla riforma religiosa atonista e tornarono a venerare le divinità tradizionali. A partire da quel momento, ogni riferimento ad Aton scomparve dall'onomastica.